# Alma del desierto
Alma del desierto è un film documentario del 2024 prodotto, scritto e diretto da Mónica Taboada-Tapia.
Presentato in anteprima assoluta all'81ª Mostra internazionale d'arte cinematografica di Venezia, il film ha vinto il Queer Lion.

## Trama
Il documentario ripercorre la storia di Georgina Epiayu, una donna transgender di etnia Wayuu, e delle sue difficoltà con la burocrazia colombiana per il riconoscimento della sua identità come donna trans agli occhi della legge.

## Distribuzione
Il documentario è stato presentato in anteprima mondiale il 5 settembre 2024 durante la Giornate degli autori dell'81ª Mostra internazionale d'arte cinematografica di Venezia.

## Riconoscimenti
- 2024 - Festival di Venezia
  - Queer Lion[3]